# Stramonita haemastoma
Espèce
Stramonita haemastoma est une espèce de mollusque de la famille des Muricidae. Ce coquillage est l'un de ceux qui permettent d'obtenir la pourpre.

## Liste des sous-espèces
Selon WRMS :
- sous-espèce Stramonita haemastoma floridana (Conrad, 1837)
- sous-espèce Stramonita haemastoma haemastoma (Linnaeus, 1767)